# Castle of Hallforest
Castle of Hallforest är en slottsruin i Storbritannien. Det ligger i kommunen Aberdeenshire i Skottland, 600 km norr om huvudstaden London. 
Castle of Hallforest ligger 65 meter över havet och terrängen runt ruinen är huvudsakligen platt. Castle of Hallforest ligger nere i en dal. Runt Castle of Hallforest är det ganska glesbefolkat, med 45 invånare per kvadratkilometer. Närmaste större samhälle är Aberdeen, 18 km sydost om Castle of Hallforest. Trakten runt Castle of Hallforest består i huvudsak av gräsmarker.